# Cacaso
Cacaso, pseudônimo de Antônio Carlos de Brito (Uberaba, 13 de março de 1944 – Rio de Janeiro, 27 de dezembro de 1987), foi um professor universitário, letrista e poeta brasileiro.

## Biografia
Depois de viver no interior do estado de São Paulo, Cacaso mudou-se aos onze anos para o Rio de Janeiro, onde estudou Filosofia e, nas décadas de 1960 e 1970, lecionou Teoria da Literatura e Literatura Brasileira na PUC-RJ. Foi colaborador regular de revistas e jornais, como Opinião e Movimento, tendo, entre outros assuntos, defendido e teorizado acerca do cenário poético de seus contemporâneos, a geração mimeógrafo, criadores da dita poesia marginal, que ganhou publicidade com a antologia 26 poetas hoje, organizada por Heloísa Buarque de Hollanda, com quem Cacaso, em janeiro de 1974, escreveu o artigo "Nosso verso de pé quebrado", no qual fazem uma síntese das poéticas de então.  Seus artigos estão reunidos em Não quero prosa, publicado em 1997.
Com grande talento para o desenho, já aos 12 anos ganhou página inteira de jornal por causa de suas caricaturas de políticos. Antes dos 20 anos veio a poesia, através de letras de sambas que colocava em músicas de amigos como Elton Medeiros e Maurício Tapajós.
Como poeta estreou em 1967, com o livro A palavra cerzida, prefaciado por José Guilherme Merquior, por representar junto de Francisco Alvim a primeira geração "pós-vanguarda". Em 1974, lança Grupo Escolar, pela coleção Frenesi, composta também dos livros Passatempo, de Chico Alvim, Corações veteranos, de Roberto Schwarz, Em busca do sete-estrelo, de Geraldo Carneiro, e Motor, de João Carlos Pádua. Cacaso une-se então a outros poetas, como Eudoro Augusto, Carlos Saldanha e Chacal (Ricardo de Carvalho Duarte), formando a coleção Vida de Artista, pela qual lançou Segunda classe (em parceria com Luiz Olavo Fontes) e Beijo na boca, ambos em 1975. Depois vieram Na corda bamba (1978), Mar de mineiro (1982) e Beijo na boca e outros poemas (1985), que reunia uma antologia poética da obra do autor. Seus livros não só o revelaram uma das mais combativas e criativas vozes daqueles anos de ditadura e desbunde, como ajudaram a dar visibilidade e respeitabilidade ao fenômeno da poesia marginal, em que militavam, direta ou indiretamente, amigos como Francisco Alvim, Heloísa Buarque de Hollanda, Ana Cristina Cesar, Charles Peixoto, Chacal, Geraldo Carneiro, Zuca Sardan e outros.
No campo da música, os amigos/parceiros se multiplicavam na mesma proporção: Edu Lobo, Djavan, Tom Jobim, Toquinho, Olívia Byington, Sueli Costa, Cláudio Nucci, Novelli, Nelson Angelo, Joyce Moreno, Toninho Horta, Francis Hime, Sivuca, João Donato, Eduardo Gudin e muitos mais.
Faleceu no dia 27 de dezembro de 1987, em consequência de um infarto do miocárdio. Foi sepultado no Cemitério de São João Batista, no Rio de Janeiro.
Em 2002, veio a público Lero-lero, sua obra completa, incluindo, além dos livros citados, letras e poemas inéditos.
O documentário biográfico Cacaso - Na Corda Bamba foi lançado em abril de 2016.
Cacaso era tio do jornalista e apresentador Zeca Camargo.

## Livros publicados
- A palavra cerzida: 1967;
- Grupo escolar: 1974;
- Beijo na boca: 1975;
- Segunda classe: 1975, em parceria com Luis Olavo Fontes;
- Na corda bamba: 1978;
- Mar de mineiro: 1982.